# Lasek Chropaczowski
Lasek Chropaczowski – las liściasty o statusie użytku ekologicznego w Świętochłowicach-Chropaczowie przy ulicy Bytomskiej.
Powierzchnia użytku wynosi 13,38 ha, a ochronie podlegają siedliska zwierząt i stanowiska roślin objęte ochroną prawną. W obrębie użytku znajduje się jeden staw będący glinianką.

## Historia

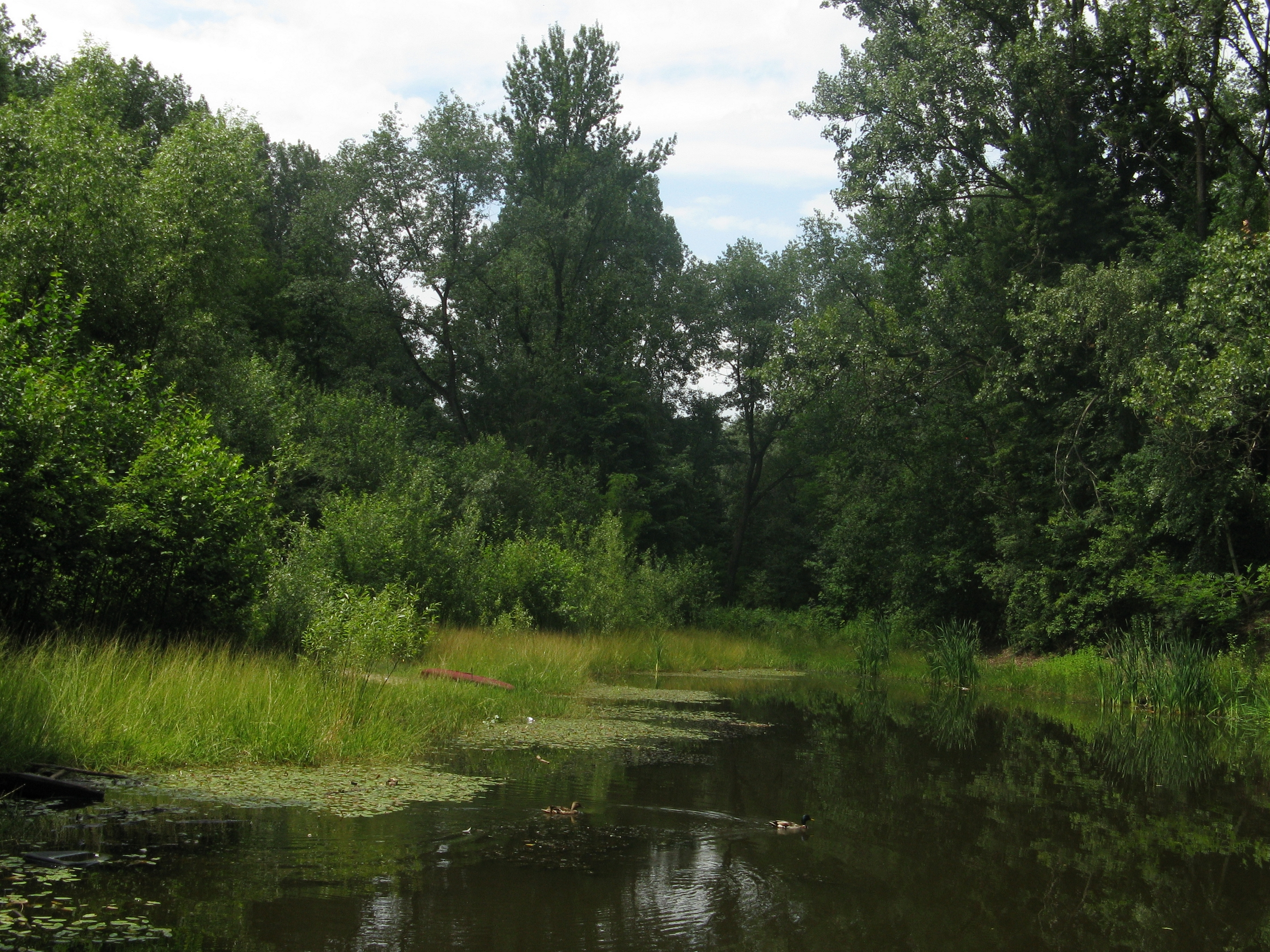
Staw w lesie, na powierzchni pływają kaczki krzyżówki (2018)

Teren obecnego lasu stanowił pole górnicze kopalni węgla kamiennego Śląsk, zalesiono go po II wojnie światowej.
Użytek ekologiczny Lasek Chropaczowski został utworzony Uchwałą Rady Miejskiej w Świętochłowicach nr XXXI/247/09 z 25 marca 2009 roku (Dz. Urz. Woj. Śl. nr 95 z 03.06.09, poz. 2159).
W 2014 roku wzdłuż ścieżki w lesie zamontowano latarnie, które sfinansowano ze środków budżetu obywatelskiego, ponadto przez las wytyczono ścieżkę rowerową. Na drzewach z inicjatywy prywatnej umieszczono kilka tabliczek, na których znajdują się teksty mające apelować o właściwe zachowanie w tym miejscu.

## Fauna

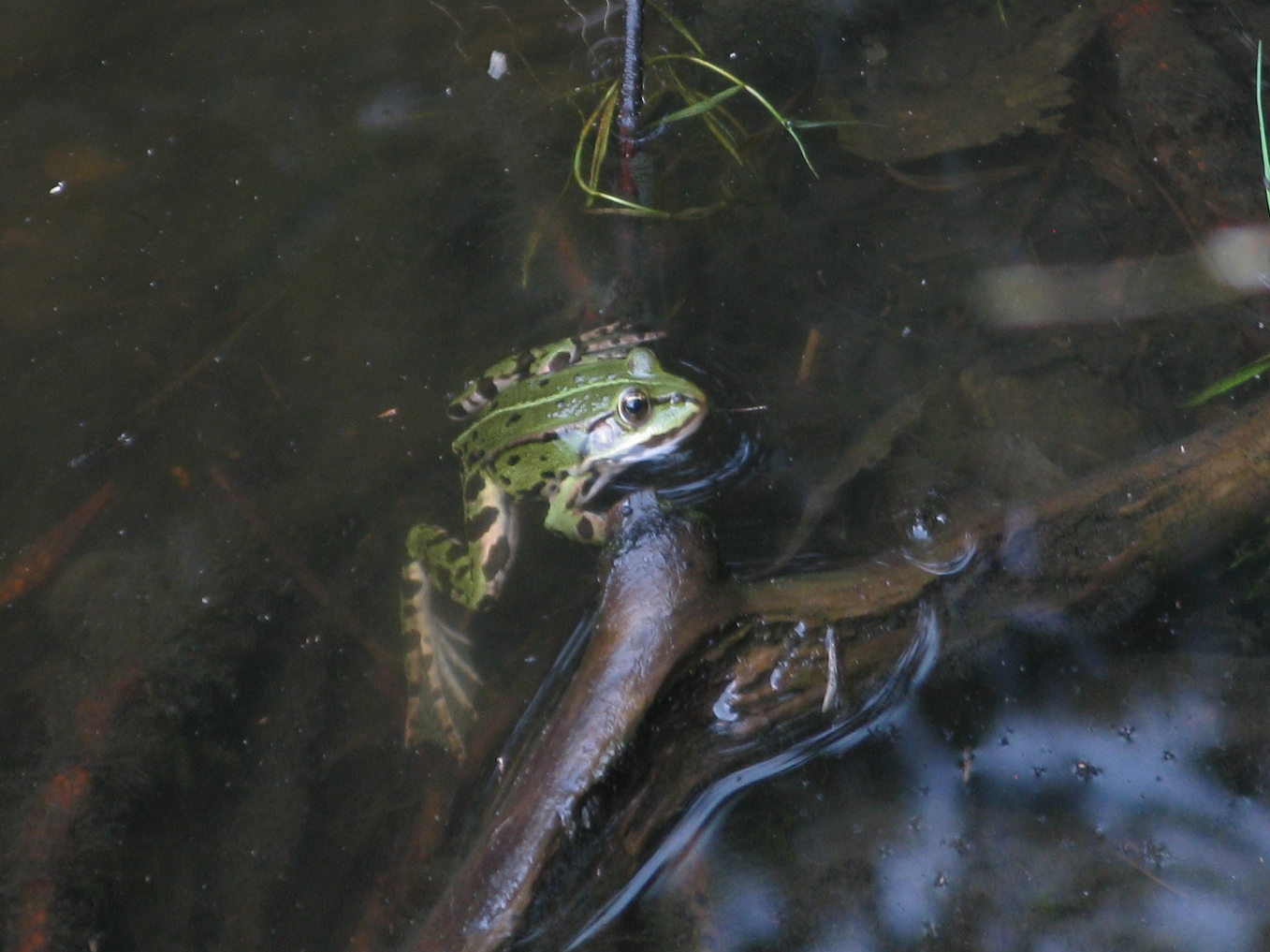
Żaba zielona z rodzaju Pelophylax w stawie (2018)

Ssaki bytujące w użytku to: kret europejski, ryjówka aksamitna oraz jeż, w 2015 roku pojawił się również dzik euroazjatycki.
Gatunki ptaków żyjące w przestrzeni lasu to m.in.: kokoszka wodna, kowalik, zięba, kos, jastrząb zwyczajny (zalatuje). Z gadów występuje zaskroniec zwyczajny, z płazów: m.in. żaba wodna.
W stawie żyją ślimaki: błotniarka stawowa, zatoczek rogowy, w lesie – ślinik luzytański i pomrów wielki.
Na obszarze użytku zaobserwowano 9 gatunków ważek.

## Flora
W środkowej części użytku wytworzył się las łęgowy, we wschodniej i północnej – grąd. Drzewa występujące w lesie to: olsza czarna, topola kanadyjska (odmiana holenderska), grab, wiąz górski, wiąz szypułkowy, klon jawor (odmiana czerwona) i wierzba krucha.